# Gul ofrys
Gul ofrys, eller Ophrys lutea är en orkidéart som beskrevs av Antonio José Cavanilles. Gul ofrys ingår i ofryssläktet, och familjen orkidéer.

## Underarter
Arten delas in i följande underarter:
- O. l. aspea
- O. l. galilaea
- O. l. lutea
- O. l. melena

## Bildgalleri

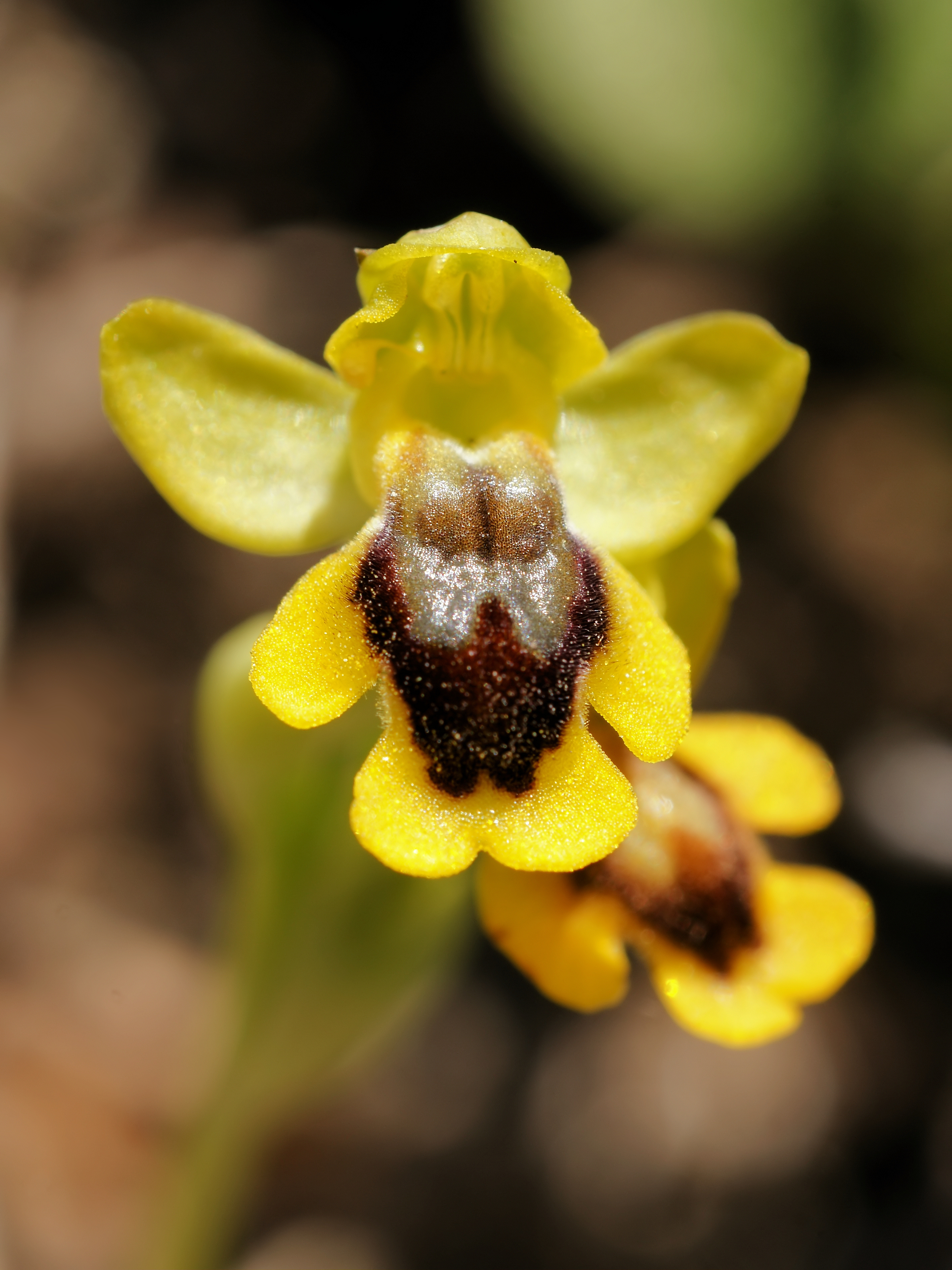
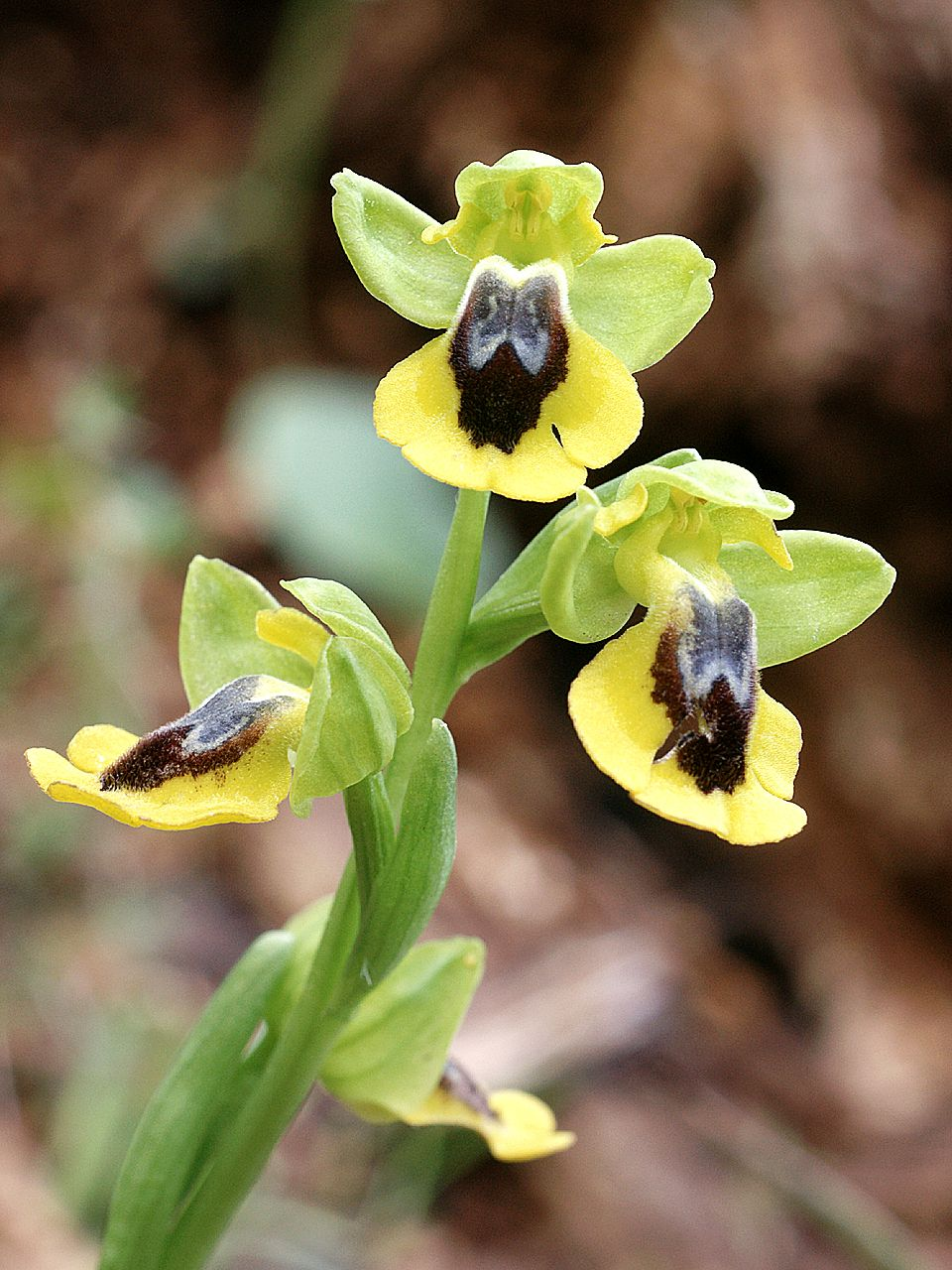
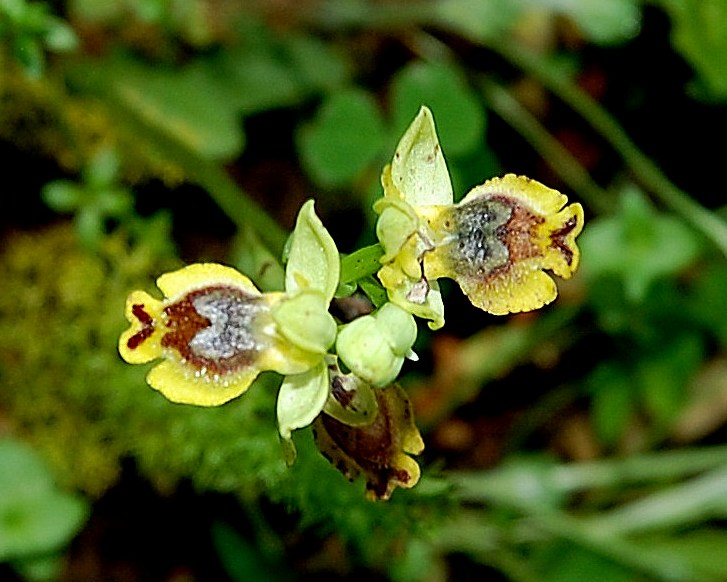
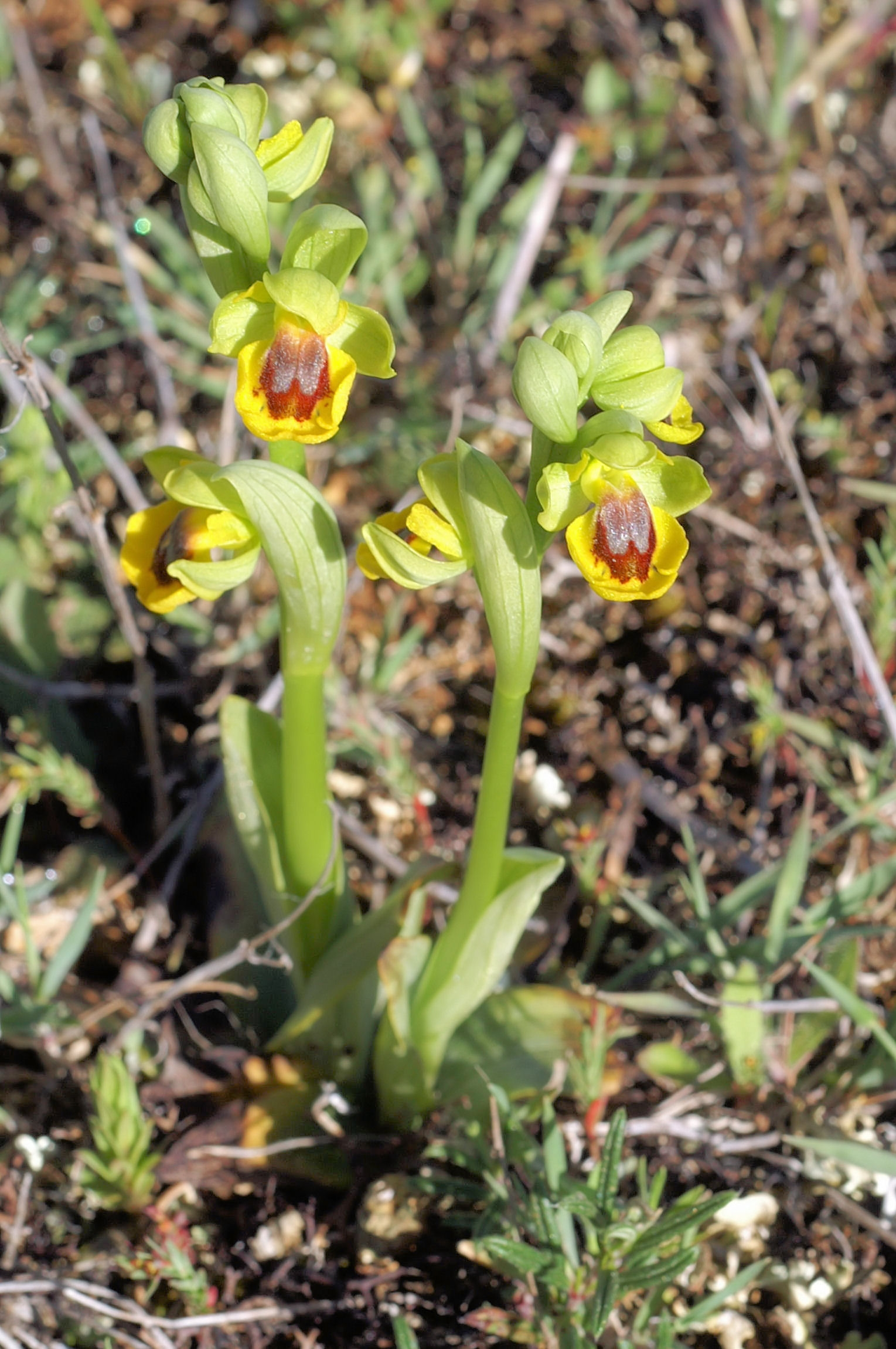
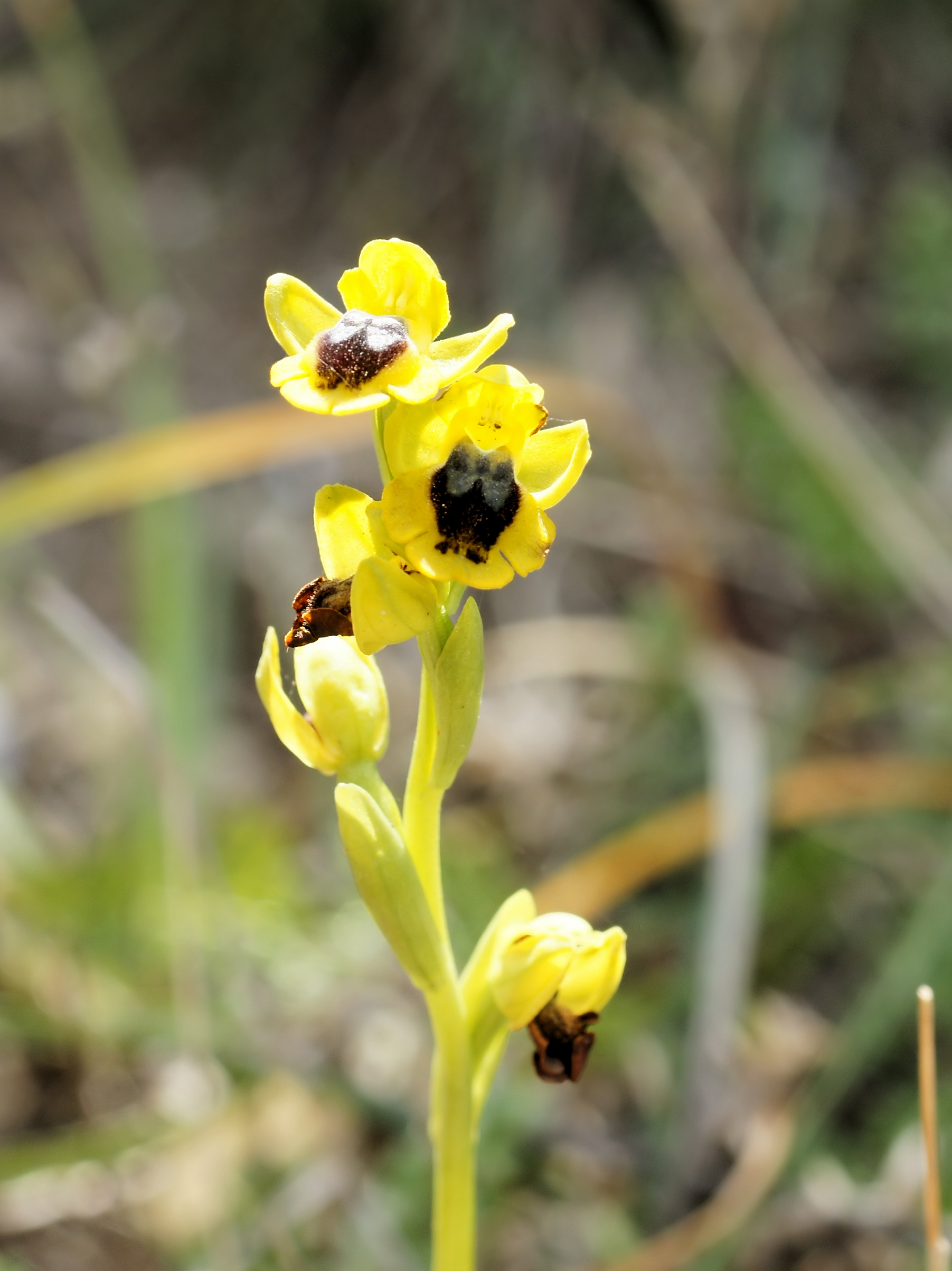
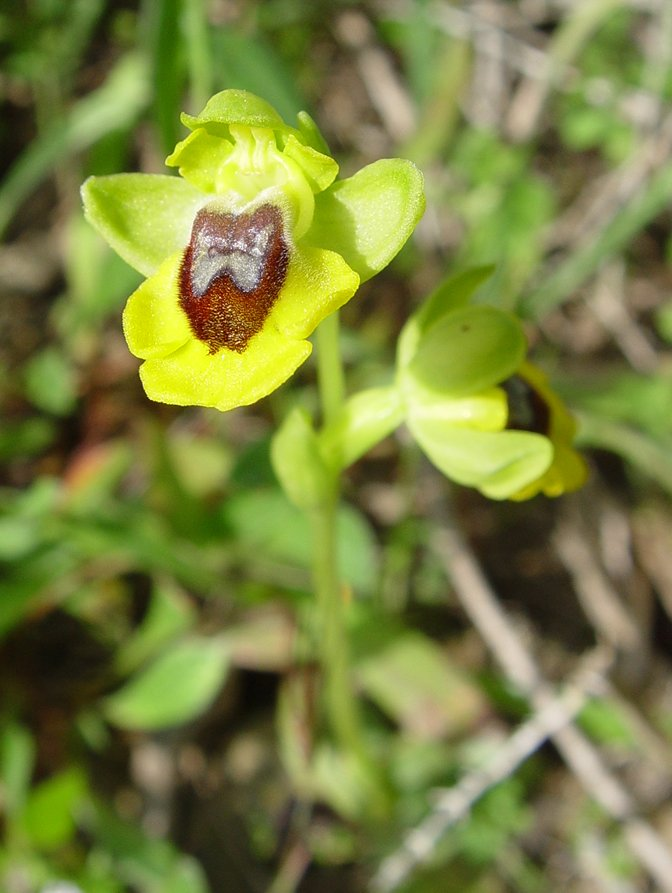